# Karl Friedrich von Jenisch
Karl Friedrich von Jenisch (* 29. Juni 1771 in Winterbach (Remstal); † 11. April 1837 in Augsburg) war ein deutscher Buchhändler und Verleger.

## Leben
Der Sohn eines Oberförsters erhielt einen guten Hausunterricht und besuchte dann das Gymnasium zu Schorndorf. Mit 14 Jahren ging er in die Stagesche Buchhandlung des Conrad Heinrich Stage in Augsburg in die Lehre. Durch Fleiß und ausgeprägtes Geschäftsinteresse wurde er bald Geschäftsführer der Firma.
1813 wurde von Jenisch Besitzer der Stageschen Buchhandlung und firmierte sie in von Jenisch- und Stagesche Buchhandlung um. Sein Verlag gab deutsche, französische, italienische und englische Werke heraus. 1830 trennte er den Verlag vom Sortiment und übergab die Buchhandlung seinem Sohn Carl von Jenisch. Der Verlag fiel nach dem Tod Karl Friedrich von Jenischs am 11. April 1837 ebenfalls an seinen Sohn Carl.

### Prozess, Todesurteil und Rettung
Anfang 1806 erschien im Steinschen Verlag Nürnberg die Broschüre Deutschland in seiner tiefen Erniedrigung ohne Angabe des Verfassers, des Verlegers oder Druckers. Darin wurde mit scharfen Worten gegen die Besetzung durch die Napoleonischen Truppen protestiert, die trotz des Preßburger Friedens im Land geblieben waren. Zwölf Exemplare dieser Broschüre gelangten im Juni 1806 in die Stagesche Buchhandlung in Augsburg. Die Polizei erhielt davon Kenntnis. Bei einer Hausdurchsuchung wurde festgestellt, dass die Broschüren von der Steinschen Buchhandlung in Nürnberg übersandt worden waren. Die Polizei setzte nicht nur ihre Vorgesetzten, sondern auch den französischen Stadtkommandanten Augsburgs, Brigadegeneral Jean-Gaspard-Pascal René, in Kenntnis. Dieser informierte Marschall Louis-Alexandre Berthier in München, der wiederum an Kaiser Napoleon Bonaparte in Paris berichtete.
Aus Paris kam am 5. August 1806 der direkte Befehl des Kaisers, dass die Buchhändler aus Nürnberg und Augsburg vor ein Kriegsgericht gestellt und innerhalb von 24 Stunden erschossen werden sollten. Von Jenisch und der Besitzer der Steinschen Buchhandlung in Nürnberg, Johann Philipp Palm, wurden festgenommen. Palm wurde am 26. August 1806 in Braunau am Inn standrechtlich erschossen. Von Jenisch sollte ebenfalls nach Braunau überstellt werden. Auf dem Weg dorthin begegnete der damalige Augsburger Polizeidirektor Ferdinand von Andrian-Werburg dem Transport und veranlasste, dass von Jenisch nach München gebracht wurde. Dort wurde er ebenso wie Palm zum Tode verurteilt. Jedoch verweigerte König Maximilian Joseph seine Auslieferung. In einer Begründung an Louis-Alexandre Berthier reklamierte der König Karl Friedrich von Jenisch als bayerischen Untertan. Dadurch wurde von Jenisch gerettet.